# Já não Se Escrevem Cartas de Amor
Já Não Se Escrevem Cartas de Amor é um livro do escritor português Mário Zambujal, publicado em 2008, pela A Esfera dos Livros.